# Winter (Tori Amos)
Winter è un brano musicale della cantautrice musicale Tori Amos, pubblicato come quarto singolo dell'album di debutto Little Earthquakes. Il singolo, commercializzato nel marzo 1992 nel Regno Unito e nel novembre negli Stati Uniti, ha raggiunto la posizione numero 25 della classifica ufficiale inglese dei singoli.
Una versione limitata del singolo è stata distribuita per il mercato inglese e per quello tedesco. La versione contiene il singolo e tre famose cover di tre gruppi rock: Angie dei Rolling Stones, Smells Like Teen Spirit dei Nirvana e Thank You dei Led Zeppelin.
Il brano oltre ad essere contenuto nell'album di debutto dell'artista è presente nella raccolta Tales of a Librarian.

## Tracce
UK Single
1. Winter – 5:44
2. The Pool – 2:51
3. Take to the Sky – 4:20
4. Sweet Dreams – 3:27

UK/German Limited Edition
1. Winter – 5:44
2. Angie (The Rolling Stones) – 4:25 (Mick Jagger, Keith Richards)
3. Smells Like Teen Spirit – 3:17 (Kurt Cobain, Krist Novoselic, Dave Grohl)
4. Thank You – 3:52 (Robert Plant, Jimmy Page)

US Single
1. Winter – 5:44
2. The Pool – 2:51
3. Take to the Sky – 4:20
4. Sweet Dreams – 3:27
5. Upside Down – 4:22

## Classifiche
| Paese       | Posizione massima |
| ----------- | ----------------- |
| Australia   | 49                |
| Regno Unito | 25                |